# 佐麻多度神社
佐麻多度神社（さまたどじんじゃ）は、大阪府八尾市にある神社。式内社で、旧社格は村社。

## 祭神
主祭神
- 佐麻多度大神（さまたどおおかみ）

佐麻多度大神は山畑村の産土神であるが、佐麻多度大神に関する史料や関連する古代氏族が不明のため詳細は不詳である。『神名帳考証』では、“澤女神”と“埴安神”であると記されている。

## 歴史
創建年、本来の祭神は不詳であるが、大和時代（西暦600年代）の創建と伝えられている。もとの鎮座地はさらに100mほど上、高安山中腹の谷口天神山にあった白華観音院の寺領内にあった。延喜式神名帳では河内国高安郡の小社に列している。
1872年（明治5年）の神仏分離令により寺は廃絶となり、佐麻多度神社は村社に列する。同年4月に山畑神社と合祀される。1899年（明治32年）6月に参拝に不便という理由で現在地に遷座された。

## 境内
当社の境内南側、鳥居の脇に重さ165kgほどある「力石」が4つ置かれている。かつて山畑村の青年たちの娯楽として「力比べ」をした時に用いられたものである。また、かつて境内付近から素焼きの陶棺が出土した。現在は東京国立博物館に保管されている。

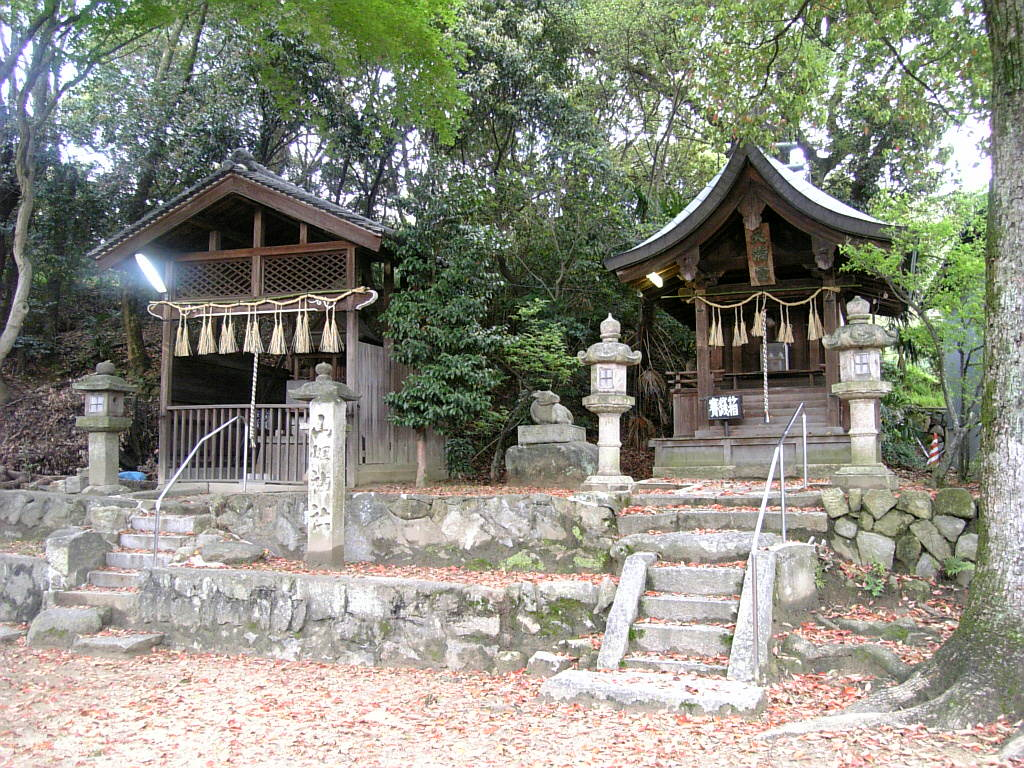
境内末社の山畑神社（左）と山畑天満宮（右）
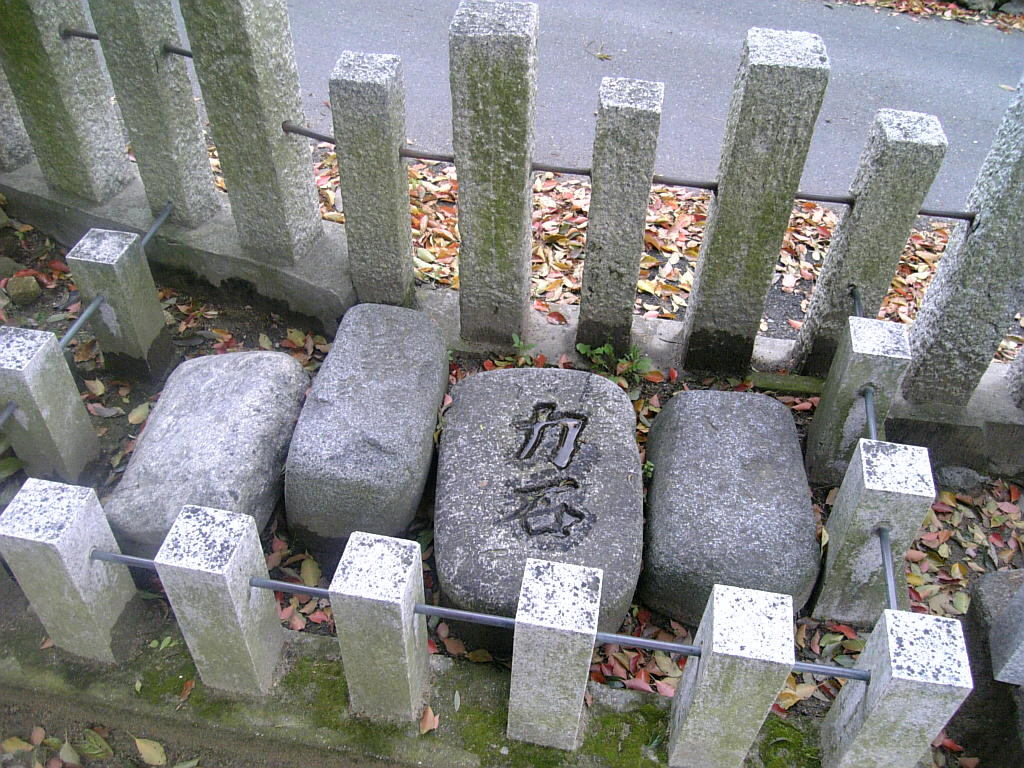
境内にある力石

## 境内社
- 山畑神社

摂社である山畑神社は、かつての高安郡の式内社である「春日戸社坐御子神社」であったと比定されている。また、地元では「高座明神」とも称されている。
- 山畑天満宮

天満宮の本殿は、1907年（明治40年）に一度玉祖神社へ合祀されていた都夫久美神社の社殿から移してきたものである。

## 現地情報
所在地
- 大阪府八尾市山畑340

交通アクセス
- 最寄駅：近鉄信貴線服部川駅下車後、徒歩約10分